# El Camp de l'Arpa del Clot

Bairros do distrito de Sant Martí, Barcelona.

El Camp de l'Arpa del Clot é um bairro do distrito de Sant Martí, Barcelona, que se estende pela área que anteriormente era conhecida como Camp de l'Arpa e partes de El Clot tradicional, ou se incluía dentro deste. Está delimitado pelas ruas Dos de Maig (Dois de Maio), Sant Antoni Maria Claret, Navas de Tolosa, Meridiana e Aragó.

## Educação e cultura
Ao final de 2008, o bairro dispõe de 7 centros de educação pré-escolar, 3 de educação primária, 4 de secundária, 2 escolas de música, uma escola de idiomas e uma de informática.
Dispõe de um cinema tradicional (Foment Martinenc), 3 salas de teatro (em escolas ou associações), um casal de juventude e outro para a terceira idade.

## Outras instalações e serviços
Situa-se um hospital, Hospital Nen de Déu, ainda que o próprio bairro lida com o Hospital de la Santa Creu i Sant Pau. O bairro dispõe de dez centros de culto, todos cristãos, dos quais 4 são católicos, 5 evangélicos e um ortodoxo.
A praça da Oca (Plaça de l'Oca) é uma praça tradicional que abriga um mercado de rua organizado ao redor da chamada Fira d'Artesans Plaça de l'Oca.
Apesar de não ser um bairro turístico dispõe de 6 hotéis, pensões ou albergues.

## Transportes
Três estações do metro de Barcelona: El Clot, Camp de l'Arpa e Encants, e uma de Rodalíes de Catalunya (comboios/trens suburbanos), a Estação de El Clot-Aragó. Ao final de maio de 2009 se tinham no bairro 5 estações de Bicing.